# 로버트 V. 바론
로버트 V. 배런(Robert V. Barron, 1932년 12월 26일 ~ 2000년 12월 1일)은 미국의 배우, 각본가, 영화 제작자이다.
찰스턴에서 태어났으며 설리너스에서 사망하였다.

## 출연 작품

### 영화
- 맥아더 (1977) - 크레디트 미기재
- The Private Eyes (1980)
- 고독한 방랑자 (1982)
- Eating Raoul (1982)
- 슈퍼내츄럴 (1986, The Supernaturals)
- 엑설런트 어드벤쳐 (1989)
- 굿 훼밀리 (1990, Thanksgiving Day)
- 영 몬스터 (1991, Frankenstein: The College Years)
- 데드 화이터 (1994, A Dangerous Place)

### 텔레비전
- 보난자 (1966-69)
- 마이티 모핀 파워레인저 (1993-94) - 목소리